# Prosper Duvergier de Hauranne
Pour les articles homonymes, voir Duvergier de Hauranne.
Prosper Léon Duvergier de Hauranne, né le 3 août 1798 à Rouen et mort le 20 mai 1881 à Herry (Cher), est un journaliste et homme politique français.

## Biographie
Fils de Jean-Marie Duvergier de Hauranne et de Victoire Quesnel, Prosper Duvergier de Hauranne fut député de Sancerre en 1831. Il collabore au Globe, à La Revue française, à la Revue des deux Mondes. Écrivain, il se lie d’amitié avec Stendhal et fréquente Victor Hugo ; homme politique, il se détermine pour la monarchie parlementaire.
Après avoir fait son droit, il fréquenta les milieux littéraires et écrivit quelques comédies qui n’eurent pas beaucoup de succès : les Marineurs écossais ou une matinée (1820), M. Sensible (1821) et Le jaloux sans le savoir. Il fut attiré par le monde politique et séjourna avec son ami de jeunesse Camille de Montalivet en Angleterre et en Écosse en 1820 et en 1821, d'où ils revinrent séduits par son régime politique, comme en témoignent les Lettres sur les élections anglaises et sur la situation de l’Irlande, qu’il publia en 1826.
Il fréquente à son retour les salons parisiens et rédige nombre d’articles politiques à partir de 1824 au Globe et ensuite à la Revue française. En 1827, devenu mari de la fille du baron Micoud d’Umons, il partagea alors son temps entre Paris et le château d'Herry dans le Cher : chaque été, il y reçoit hommes politiques, écrivains ou philosophes parmi lesquels Barrot, Thiers, Guizot, Rémusat, Stendhal. Avant tout réformiste et libéral, il combat la restauration des Bourbons et soutient le régime de Louis-Philippe. Il est élu député du Cher à partir de 1831. Mais, après avoir d’abord soutenu la politique de répression de Louis-Philippe, critiquant l’omnipotence royale, il se rapproche de Thiers et de Guizot. Dans son livre Des Principes du gouvernement représentatif et de leurs applications, publié en 1838, il formula la maxime célèbre : « Le roi règne et ne gouverne pas ».
Dès lors, ses vues politiques divergeant de celles de son ami Montalivet, les relations entre les deux hommes vont pendant quelque temps se refroidir. Il fit, dès 1837, partie de l’opposition à Molé et à Guizot. En 1848, Thiers lui offre un éphémère portefeuille ministériel à la veille de la Révolution et de l’arrivée au pouvoir de Louis-Napoléon Bonaparte à qui il s’opposa, organisant la campagne des banquets et faisant partie de la droite antirépublicaine à la Constituante en 1848. Il s'élève contre la reconnaissance du droit du travail par la république, évoquant « une voie qui conduit à la destruction de la société ». Il combattit à la Législative en 1850 la politique de l'Élysée. Au moment du Coup d'État du 2 décembre 1851, il est arrêté, enfermé à Mazas puis exilé un temps.
Autorisé à rentrer en France en 1852, Duvergier de Hauranne s’écarte de la vie publique et se consacre à ses écrits politiques, dont une Histoire du gouvernement parlementaire en France, 1814-1848 (1857-1871). Ces travaux lui valent d’entrer en 1870 à l’Académie française, succédant au duc de Broglie. Il repose au cimetière du Père Lachaise (division 13), à Paris, avec son père, Jean-Marie Duvergier de Hauranne (1771-1836), négociant et homme politique, et son beau-père, le baron Charles Emmanuel Micoud d’Umons (1753-1817), préfet de l’Ourthe.
Deux de ses petites-filles épousent successivement Charles-Louis Masson-Bachasson de Montalivet, officier et vice-président de la Croix-Rouge française, petit-fils du comte Camille de Montalivet.

## Œuvres
- Des Principes du gouvernement représentatif (1838)
- De la Politique extérieure et intérieure de la France (1841)
- De la Réforme parlementaire et de la réforme électorale (1846)
- Histoire du gouvernement parlementaire en France (10 vol.) (1857-1870)

## Sources
- Biographie politique du dix-neuvième siècle, Paris, Société d'Éditions d’Art, 2e v., 1899, p. 94
- « Prosper Duvergier de Hauranne », dans Adolphe Robert et Gaston Cougny, Dictionnaire des parlementaires français, Edgar Bourloton, 1889-1891 [détail de l’édition]